# World Miss University
World Miss University je mezinárodní soutěž krásy každoročně konaná v jihokorejském Soulu od roku 1986.

## Úspěchy českých dívek
| Ročník                     | jméno a příjmení      | umístění                   |
| -------------------------- | --------------------- | -------------------------- |
| World Miss University 2006 | Dominika Hužvárová    | [ 1 ]                      |
| World Miss University 2007 |                       |                            |
| World Miss University 2008 | Nerissa Buštová       | [ 2 ]                      |
| World Miss University 2010 | Katarína Šamajová     | TOP 15, Miss Triple Square |
| World Miss University 2011 | Denisa Švecová        | [ 4 ]                      |
| World Miss University 2012 | Alexandra Belingerová | [ 5 ]                      |
| World Miss University 2013 | nekonalo se           | -                          |
| World Miss University 2014 | Taťána Makarenko      | IV. vicemiss               |